# Xat
|  | Aquest article parla sobre el xat en general. Per al xat de la Viquipèdia, aneu a Viquipèdia:Xat. |

Un xat (de l'anglès chat, "xerrar") o tertúlia és un recurs de comunicació en temps real. Xatejar és realitzar una tertúlia mitjançant Internet entre dues o més persones.

## Descripció
La paraula Xat agrupa tots els protocols que compleixen la funció de comunicar dues o més persones, dins d'aquests hi ha els clients de xat, com per exemple el XChat, el Konversation o el ChatZilla (el client de Mozilla/Seamonkey) o el mIRC; aquests usen el protocol IRC, que significa Internet Relay Chat. Altres protocols diferents però agrupats en el que és la missatgeria instantània són el XMPP/Jabber, el MSN Messenger, el Yahoo! Messenger o l'ICQ entre els més coneguts, o també el servei SMS de telefonia mòbil. Actualment orkut de Google té un servei de XAT en línia. També es pot incloure aquí el peer-to-peer.
És molt usat, a més, el mètode webchat, que no és altra cosa que enviar i rebre missatges per una pàgina web dinàmica, gràcies al protocol IRC si es tracta d'un applet de Java o a altres com AJAX o Adobe_Flash.

## Història
El primer sistema de xat en línia es va anomenar Talkomatic, creat per Doug Brown i David R. Woolley el 1973 al sistema PLATO de la Universitat d'Illinois. Oferia diversos canals, cadascun dels quals podia acollir fins a cinc persones, amb missatges que apareixien a les pantalles de tots els usuaris caràcter per caràcter a mesura que s'escrivien. Talkomatic va ser molt popular entre els usuaris de PLATO a mitjans dels anys vuitanta. El 2014, Brown i Woolley van llançar una versió web de Talkomatic.
El primer sistema en línia que va utilitzar l'ordre real "chat" va ser creat per a The Source el 1979 per Tom Walker i Fritz Thane de Dialcom, Inc.
Altres plataformes de xat van florir durant la dècada de 1980. Entre els primers amb una GUI va ser BroadCast, una extensió de Macintosh que es va fer especialment popular als campus universitaris d'Amèrica i Alemanya.
El primer xat transatlàntic per Internet va tenir lloc entre Oulu, Finlàndia i Corvallis, Oregon, el febrer de 1989.
El primer servei de xat dedicat en línia que es va difondre per al públic va ser el CompuServe CB Simulator el 1980, creat per l'executiu de CompuServe, Alexander "Sandy" Trevor a Columbus, Ohio. Els avantpassats de les comunicacions inclouen el programari de xat com el software "Talk" d'UNIX utilitzat a la dècada de 1970.
El xat està implementat en moltes eines de videoconferència. Un estudi sobre l'ús del xat durant les videoconferències relacionades amb el treball va trobar que el xat durant les reunions permet als participants comunicar-se sense interrompre la reunió, planificar l'acció al voltant de recursos comuns i permet una major inclusió. L'estudi també va trobar que el xat pot causar distraccions i asimetries d'informació entre els participants.
La paraula Xat és oficial a Catalunya, ja que va ser inclosa el març de 2007 al Diccionari de l'Institut d'Estudis Catalans.

## Usuaris del xat
Entre els usuaris de xat, és comú que la gent escrigui sota pseudònims o àlies anomenats nicks. Entre els usuaris d'aquest tipus de mitjans destaquen els usuaris que en xats, fòrums i altres mitjans escriuen utilitzant un llenguatge saturat de paraules molt curtes (short words), simplificant paraules i en general sense respectar les regles d'ortografia.

## Vídeoxat
El vídeoxat no és més que una evolució barreja entre la videoconferència i el xat tradicional, dotant a l'usuari de tres maneres de comunicar-se sobre el mateix canal. Existeixen serveis de vídeoxat de multidifusió o de missatgeria instantània d'un a un. Diferents llocs web ofereixen serveis de vídeo-xat en línia i també existeixen programes especialitzats com Paltalk. Tot i així, el programes de missatgeria instantània com el Windows Live Messenger o el Yahoo Messenger també permeten l'ús d'àudio i vídeo en les seves comunicacions.

## El llenguatge en el xat
El llenguatge emprat en els xats es caracteritza i es diferencia dels altres models de comunicació electrònica per ser un model sincrònic, és a dir, que requereix que els participants s'estiguin comunicant en la mateixa sessió, de manera simultània.
Aquest llenguatge, sovint de caràcter juvenil, es recolza en eines comunicatives que supleixen la falta d'elements paralingüístics i que li atribueixen característiques i possibilitats més pròpies de la comunicació oral que de l'escrita. Com podrien ser: les emoticones, les figures amb lletres, l'ortografia prosòdica, l'acceptació d'errors ortogràfics o l'ortografia homofònica.

## Software i protocols
Alguns dels programes i protocols més utilitzats són els següents:
- AOL Instant Messenger (AIM)
- Connecta 2000
- Gadu-Gadu
- Google Talk
- IRC
- ICQ (OSCAR)
- Internet Relay Chat (IRC)
- XMPP (Jabber)
- Meetro
- MUD
- Pichat
- SILC
- Skype
- TeamSpeak (TS)
- Windows Live Messenger
- Yahoo! Messenger
- Google Hangouts
- Discord
- Whatsapp Messenger